# شکارچی ترول
شکارچی ترول (نروژی: Trolljegeren) یک فیلم در ژانر فانتزی، ویدئوی پیداشده، و ترسناک به کارگردانی آندره اوردال است که در سال ۲۰۱۰ منتشر شد. از بازیگران آن می‌توان به ینس استولتنبرگ اشاره کرد.